# Superworld
Superworld (с англ. — «Супермир») — второй студийный альбом российского хип-хоп исполнителя и певца Максима Окунева, более известного под сценическим псевдонимом Basic Boy, вышедший 28 марта 2019 года на лейбле Sony Music Russia. В записи альбома приняли участие LIZER и TVETH, а также продюсеры Goddeem, Lil Smooky, Saluki и многие другие.

## Предыстория
25 октября 2018 года состоялся релиз дебютного сингла с предшествующего студийного альбома под названием Цветком, а спустя некоторое время, в декабре, музыкальное видео на него. 13 декабря 2018 года был выпущен второй сингл Крем с гостевым участием TVETH’а.
16 января 2019 года был выпущен последний, третий сингл под названием Что с тобой не так?. В февральском интервью изданию Афиша Daily Basic Boy сказал предположительную дату релиза второго студийного альбома — конец марта 2019 года. Также он рассказал, что музыкальный релиз будет содержать различные жанры музыки, так как ему надоел обычный хип-хоп. 17 марта 2019 года в Twitter'е артиста стала известна окончательная дата релиза альбома — 28 марта.

## Релиз и продвижение
28 марта 2019 года состоялся релиз второго студийного альбома Максима под названием Superworld, с гостевым участием LIZER’а и TVETH'а, в целом получивший положительные отзывы от слушателей. В записи альбома также приняли участие продюсеры Goddeem, THD Shatterhand, Dhm, Saluki, Smith, Lil Smooky и Ilya Showtime. Над оформлением обложки работали La Moloko и художник из творческого объединения «Dopeclvb» — Nickie Zimov.

## Участники записи
Текст / вокал:
- Basic Boy — треки 1—13
- LIZER — трек 4
- TVETH — трек 10

Музыка:
- Goddeem — треки 1, 3, 10
- THD Shatterhand — 2, 4—5, 7—8
- Dmh — трек 6
- Saluki — трек 9
- Smith — трек 11
- Lil Smooky — трек 12
- Ilya Showtime — трек 13

Сведение / мастеринг:
- Илья Шлёнкин

Оформление обложки:
- Nickie Zimov

## Список композиций
| №                   | Название                           | Автор(ы)                                     | Продюсеры           | Длительность |
| ------------------- | ---------------------------------- | -------------------------------------------- | ------------------- | ------------ |
| 1.                  | «Что прячется в глазах»            | Максим Окунев Рамиль Абдеев                  | Goddeem             | 2:50         |
| 2.                  | «Когда вечеринка закончится»       | Максим Окунев Никита Зимов                   | THD Shatterhand     | 2:16         |
| 3.                  | «Цветком»                          | Максим Окунев Рамиль Абдеев                  | Goddeem             | 2:39         |
| 4.                  | «По планете (при участии LIZER’а)» | Максим Окунев Арсен Магомадов Никита Зимов   | THD Shatterhand     | 3:31         |
| 5.                  | «Что с тобой не так?»              | Максим Окунев Никита Зимов                   | THD Shatterhand     | 3:52         |
| 6.                  | «Тони Хоук»                        | Максим Окунев Дмитрий Чупрунов               | Dmh                 | 2:17         |
| 7.                  | «Зима (Интерлюдия)»                | Максим Окунев Никита Зимов                   | THD Shatterhand     | 1:59         |
| 8.                  | «Атомное сердце»                   | Максим Окунев Никита Зимов                   | THD Shatterhand     | 3:49         |
| 9.                  | «Пер-Лашез»                        | Максим Окунев Арсений Несатый                | Saluki              | 2:08         |
| 10.                 | «Крем плюс (при участии TVETH'а)»  | Максим Окунев Дмитрий Дмитриев Рамиль Абдеев | Goddeem             | 4:17         |
| 11.                 | «Пульс»                            | Максим Окунев Сергей Куликов                 | Smith               | 2:42         |
| 12.                 | «Цвет заката»                      | Максим Окунев Богдан Омельченко              | Lil Smooky          | 2:34         |
| 13.                 | «Супермир»                         | Максим Окунев Илья Шлёнкин                   | Ilya Showtime       | 3:08         |
| Общая длительность: | Общая длительность:                | Общая длительность:                          | Общая длительность: | 38:02        |

## Комментарии
1. ↑  В отличие от сингла, выпущенного 13 декабря 2019 года, этот трек имеет второй куплет от Basic Boy.